# 메가데스
메가데스(Megadeth)는 멤버이자 대표, 그리고 작곡, 작사가인 데이브 머스테인이 이끄는 스래시 메탈 밴드이다. 데이브 머스테인의 메탈리카 탈퇴를 계기로 결성한 후 지금까지 총합 15장의 스튜디오 음반과 2장의 EP반, 그리고 5장의 라이브 음반을 냈다.
1980년대에는 스래시 메탈의 선구자들 중 하나로써, 메가데스는 국제적인 명성을 잡아가고 있었으나, 리더 데이브 머스테인의 심각한 약물 남용, 잦은 멤버 교체 등으로 여러 문제를 겪게 된다. 그 뒤 머스테인의 절제와 함께 안정된 구성원을 갖춘 다음, 밴드는 1992년에 그래미상을 탄 멀티-플래티넘 음반인 《Countdown to Extinction》을 포함한 연속적인 플래티넘, 골드를 기록한 음반들을 발매했다. 2002년, 리더 데이브 머스테인의 왼팔의 신경이 마비되어 밴드는 해체한다. 그러나 그가 장기간의 물리치료를 받은 후 2004년 새로운 멤버들과 밴드를 재조직하고 빌보드 차트 18위에 오른 《The System Has Failed》를 발매한다.
메가데스는 두 명의 기타리스트들(현재 데이브 머스테인, 키코 루레이로)이 번갈아가며 연주하는 복잡하고 변천적인 기타 연주스타일로 잘 알려져 있으며 기타 겸 보컬인 데이브 머스테인의 특유의 찢어지는 듯한 목소리도 많이 알려져 있다. 가사는 자주 전쟁, 정치, 마약을 다루며 최근에는 인간관계에 관한 것도 다루는 것으로 보인다. 21년의 활동시기 동안 밴드의 멤버들은 데이브 머스테인의 '독점'으로 인한 상당히 잦은 교체를 겪었다.
메가데스는 상업적으로도 크게 성공한 메탈 밴드이기도 하다. 5장의 앨범은 잇따라 플래티넘을 기록했고 10개의 '최고의 메탈 연주' 부문 그래미와 2012년 하드록과 통합된 '최고의 하드록/메탈 연주'와 함께 총합 2000만 장 이상의 음반 판매량을 세웠다. 메가데스는 자주 메탈리카, 앤스랙스 그리고 슬레이어와 함께 4대 스래시 메탈의 거장으로 불리기도 한다.

## 역사

### 초기

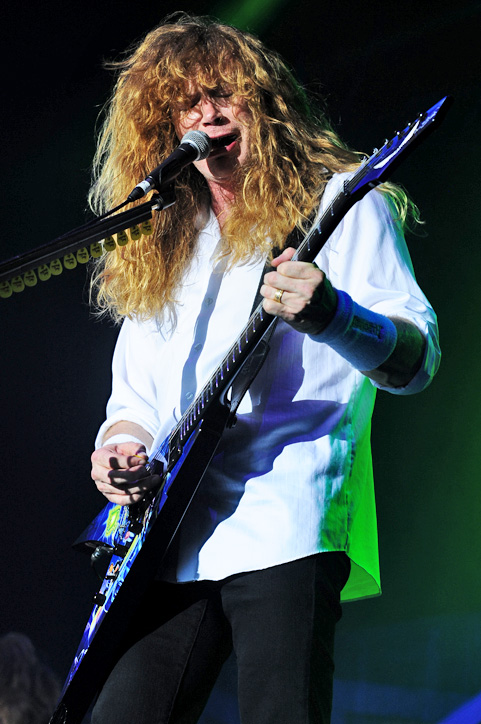
메탈리카에서 쫓겨난 데이브 머스테인은 1983년 메가데스를 결성하였다.

1983년 여름, 현재 메가데스의 리더인 데이브 머스테인이 알코올, 마약 남용으로 메탈리카에서 쫓겨난 후, 데이브 머스테인은 베이시스트 데이빗 엘렙슨, 기타리스트 그렉 핸드빗 그리고 드러머 디온 캐러더스와 함께 메가데스를 조직한다. 당시 메탈리카에서 쫓겨난 것에 대해 복수심에 가득 찼던 그는 메가데스의 음악에 열기를 가했으며, 그 당시 이미 존재했던 곡들, 예를 들면 그가 메탈리카에 있었을 당시 작곡했던 <The Mechanix> 같은 곡들의 속도를 더욱 높여 놓는다. 그 후 6달 동안 밴드의 보컬을 찾아다닌 결과는 비성공적이었으며, 당시 작사가, 작곡가, 리듬 기타리스트였던 머스테인은 스스로 보컬까지 겸하기로 한다. 캐러더스는 얼마 후 새로운 드러머 리 로슈로 대체되었고 또 기타리스트 그렉 핸드빗은 그의 새로운 밴드를 결성하기 위해 밴드를 떠났다. 1984년 초기, 메가데스는 (당시 데이브 머스테인, 데이빗 엘렙슨, 리 로슈 세 명으로 이루어져 있었음) <Last Rites/Loved To Death>, <Skull Beneath The Skin>, 그리고 <Mechanix>의 초기 버전들로 이루어진 3곡의 데모들을 녹음한다. 메가데스는 정식 기타리스트를 찾는 동안 라이브 공연들을 위해 슬레이어의 기타리스트인 케리 킹을 잠시 영입했다. 그리고 1984년, 몇 안 되는 라이브 쇼 뒤에 리 로슈는 퓨전 드러머인 가 사무엘슨으로 대체되었다. 그리고 그들의 3곡의 데모들에 힘입어, 메가데스는 뉴욕의 독립 레이블인 컴뱃 레코드 사와 계약을 했다. 12월, 메가데스는 기타리스트로 사무엘슨의 친구인 크리스 폴랜드를 영입했다.

### 《1985:Killing Is My Business... And Business Is Good!》
1985년 초기, 그들은 레코드사로부터 데뷔 음반을 위한 8000 달러를 받는다. 그러나 반 이상의 돈을 술과 약물에 쓰게 되는 바람에 밴드는 그들의 프로듀서를 해고하고 그들이 직접 곡들을 녹음하는 수밖에 없었다. 결과는 그다지 좋지 않았음에도 그 해 5월에 발매한 그들의 첫 번째 앨범인 《Killing Is My Business... And Business Is Good!》은 스래시, 스피드 메탈과 펑크 록을 잘 조화시켰다는 평을 받았다.
앨범은 메가데스가 연주한 많은 커버 곡들을 담고 있다. 여러 가지 곡들 중 메가데스는 낸시 시나트라의 노래인 <These Boots Are Made for Walkin>을 가사와 함께 스피드 메틀 식으로 바꿔 연주하기도 했는데 나중에 원곡을 쓴 리 헤이즐우드에 의해 "비속하다"라는 이유로 곡의 삭제를 놓고 말다툼이 벌어져 1995년 이후의 앨범에서는 곡이 삭제되었으며, 2002년 이후에 나오는 재발매 음반들은 곡을 담고는 있으나 바뀐 가사는 검열되어 있다. 재발매 음반의 부클렛에다 데이브 머스테인은 헤이즐우드를 "그가 커버된 곡에 반박한 지 거의 10년 전부터 그에게 로열티를 줘왔다."라며 그를 강하게 비판했다.
1985년 여름, 밴드는 처음으로 그룹 익사이터와 함께 미국과 캐나다에서 그들의 데뷔 앨범을 위한 투어를 돌았다. 투어 도중 크리스 폴랜드는 갑작스럽게 밴드에서 나가버린다. 투어를 위해 빈자리는 잠시 마이크 알버트가 대신하였다. 크리스 폴랜드는 그해 10월, 다시 밴드에 들어왔다.

### 《1986-1987:Peace Sells... But Who's Buying?》
그들의 두 번째 음반은 1986년 3월에 완성되었다. 그러나 메가데스는 레코드사로부터의 적은 예산과 더불어 그들의 믹싱에 불편함을 느꼈다. 작은 레이블의 재정적인 부족함에 낙담한 그들은 메이저 레이블인 캐피톨 레코드 사와 계약한다. 캐피톨 레코드는 그들의 새로운 음반의 모든 권한을 사들였고, 리믹스를 위해 프로듀서 앤디 소머즈를 고용했다. 그리고 그해 11월, 그들이 녹음을 시작했었던 때에서 1년 이상은 지난 후, 그들의 두 번째 음반인 《Peace Sells... But Who's Buying?》이 발매된다. 음반은 상업적으로 큰 성공을 거두었으며, 미국 내에서만 100만 장 이상의 판매량를 기록했다.
'All Music Guide' 매거진은 "가장 순수한 스래시 메탈을 추구했으며 상당히 획기적인 음반."이라고 찬사했으며 대표곡인 <Peace Sells>는 메가데스의 곡들 중 가장 첫 번째로 뮤직 비디오로 만들어졌다. 이 곡은 또한 'VH1'(미국의 케이블 채널)의 '최고의 메탈 음악들' 40위 순위권에서 11위를 차지하였다. 오프닝에서 들을 수 있는 베이스라인은 MTV 뉴스의 주제곡으로도 사용되었다. 앨범의 그림은 에드 랩카에 의해서 그려졌는데 에드 랩카는 이 앨범에서 메가데스의 마스코트인 '빅 래틀헤드'를 다시 디자인하였으며 앞으로도 계속 메가데스의 앨범 아트웍을 담당하게 된다.
1987년 2월, 메가데스는 덴마크의 헤비메탈 밴드 머시풀 페이트를 서포팅하는 짧은 투어 후 앨리스 쿠퍼의 '콘스트릭터'투어에 오프닝 밴드로 초청되었다. 그리고 그해 3월, 메가데스는 오버킬, 네크로스와 함께 그들의 첫 번째의 세계적인 투어를 돌았다.
여러 해에 걸친 문제들 때문에 드러머 가 사무엘슨과 기타리스트 크리스 폴랜드는 하와이주에서 한 투어 마지막 공연을 마지막으로 1987년 7월에 쫓겨나 버리고 만다. 머스테인은 사무엘슨을 탈퇴시킨 이유를 "약물중독이 걷잡을 수 없이 심각하다"고 했으며 크리스 폴랜드에 대해서는 "약물때문에 장비들을 전부 팔아 치웠다."라며, 심지어는 <Liar>라는 이름의 곡을 만들어 그를 비난하였다. 폴랜드의 자리는 그룹 말리스의 기타리스트였던 제이 레이놀즈가 잠시 맡았으나 얼마 후 음반 작업을 위해 그 또한 그의 스승인 제프 영으로 대체된다.

### 《1988-1989:So Far, So Good... So What!》
메이저 레코드사가 제공한 많은 액수의 돈과 프로듀서 폴 라니와 함께 메가데스는 그들의 세 번째 음반 《So Far, So Good... So What!》을 위한 녹음 작업에 다섯 달을 보낸다. 작업 과정은 처음부터 그다지 평탄하지 못했다. 데이브 머스테인은 음반작업 이외에 마약 중독과도 싸움을 해야 했다. 그는 나중에 이렇게 말했다. "당시 약물 중독과 사리분별을 못했던 턱에 작품 《So Far, So Good... So What!》은 정말이지 '끔찍'했었다." 또한 데이브 머스테인과 프로듀서 폴 라니 사이에도 폴 라니의 '드럼과 심벌을 따로 녹음한다.'라는 고집 때문에 생긴 믹싱 과정중의 마찰 탓에 프로듀서 폴 라니는 마이클 웨이즈너로 대체되었다.
1988년 1월 메가데스는 그들의 세 번째 음반인 《So Far, So Good... So What!》을 발매한다. 앨범은 미국에서 플래티넘을 따내긴 했지만 여러 가지 많은 비판을 받기도 했다. 'All Music Guide' 매거진은 "독창성과 자극성이 부족하고 위협적인 사운드를 내려는 의도가 보이긴 하지만 약간의 억지성이 보인다."라고 비판했다. 앨범 내의 곡<In My Darkest Hour>은 싱글로 발매되었으며 곡의 가사는 그 당시 버스 사고로 요절한 메탈리카의 베이시스트 클리프 버튼을 추모하는 내용이다. 이 곡은 또 팬들이 선정한 메가데스 최고의 곡들 중에 하나가 되었으며, 현재까지 메가데스는 거의 모든 공연에서 이 곡을 연주한다. 또한 이 음반은 펑크 록 밴드인 섹스 피스톨즈의 <Anarchy In The UK>의 커버곡도 담고 있으며 가사는 데이브 머스테인에 의해 바뀌었다. (데이브 머스테인이 원곡을 잘못 들어서 가사가 바뀌었다고 한다.)
1988년 2월에 메가데스는 유럽에서 그룹 디오의 공연 오프닝을 맡으며 그들의 음반 《So Far, So Good... So What!》을 위한 월드투어를 시작했다. 그리고 나중에는 아이언 메이든의 미국에서의《Seventh Son of a Seventh Son》투어에 참가한다. 그 당시 드러머였던 척 벨러의 발전이 보이지 않자 데이브 머스테인은 그를 위한 드럼 테크니션으로 닉 멘자를 데려오게 된다.
1988년 6월에는 페넬로프 스피리스 감독의 1980년 말의 로스앤젤레스의 헤비 메탈 씬을 다룬 'The Decline of Western Civilization II: The Metal Years'라는 다큐멘터리에도 출연한다 또한 다큐멘터리의 마지막 씬에 나오는 <In My Darkest Hour> 비디오와 함께, <Wake Up Dead> 그리고 <Anarchy In The UK>의 비디오도 이 감독에 의해 촬영되었다. 1991년 <Rust In Peaces> VHS에서 데이브 머스테인은 이 작품에 대해 메가데스를 "엿 같은" 밴드들 중의 하나로 표현했다며 실망감을 표했다.
1988년 8월, 메가데스는 키스, 아이언 메이든, 건스 앤 로지스 그리고 데이빗 리 로쓰와 함께 영국에서 열린 'Monsters of Rock' 페스티벌에 참가했으며 관중은 10만 명이 넘었다. 또한 밴드는 'Monsters of Rock' 유럽 투어에도 참가했으나 첫 번째 공연 후 바로 떨어져 나오게 된다. 공연 후, 리더 데이브 머스테인은 드러머 척 벨러와 기타리스트 제프 영을 해고하고 그해 계획이 잡힌 오스트레일리아로의 투어를 취소했다.
1989년 7월에, 드럼 테크니션이었던 닉 멘자는 척 벨러의 빈 자리를 대체할 드러머로 고용된다. 그 당시 적절한 기타리스트를 찾을 수 없었던 메가데스는 3명의 멤버만으로 앨리스 쿠퍼의 곡인 <No More Mr. Nice Guy>를 커버했다. 1989년 밴드가 새로운 기타리스트를 찾기 위한 오디션을 열었던 동안, 데이브 머스테인은 술에 취한 상태로 비번상태였던 경찰 소유의 차를 주차장에서 들이받은 것과 당시 마약을 소지했던 혐의로 법정에 서게 되었다. 그리고 얼마후 재활시설에서 그는 10년 만에 처음으로 '절제'를 하게 된다.

### 《1990-1991:Rust In Peace》

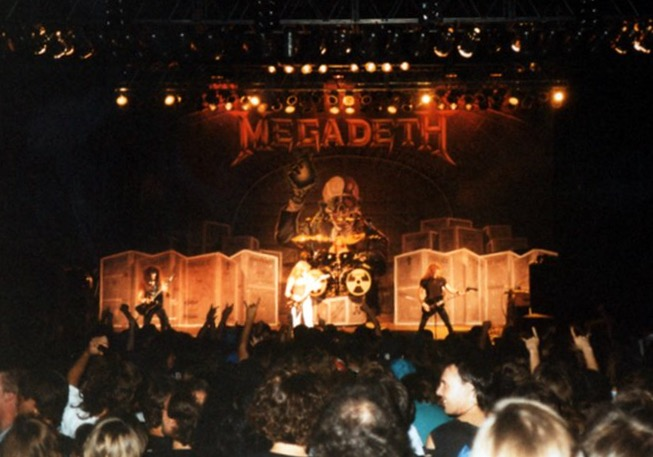
1991년 라이브 공연 중인 메가데스

데이브 머스테인의 절제의 시작과 함께, 메가데스는 새로운 기타리스트로 그룹 카코포니에서 제이슨 베커와 함께 연주하던 마티 프리드먼을 고용한다. 프리드먼은 그 당시 데이브 머스테인에 의해 "머리색깔이 요란하다."라는 이유로 가입이 거절되었으나, 후에 머스테인이 "Rock Star 101."이라고 부르는 테스트를 받은 후에, 공식적으로 밴드에 가입하게 되었다.
활기를 찾은 메가데스는 1990년 3월, 럼보 스튜디오에서 프로듀서 마이크 클링크와 함께 후에 스래시 메탈계에서 전설적인 음반으로 남는 그들의 4번째 음반 《Rust In Peace》의 작업에 들어갔다. 작업과정에 문제도 거의 없었으며 가장 눈에 띄는 것은 그들이 경력상 처음으로 마약에 관한 철저한 절제를 했다는 점이다. 클링크 또한 해고되는 일 없이 그들의 음반을 처음부터 끝까지 제작하였다.
1990년 9월 24일에 세계적으로 발매된 이 음반은 팬들, 비평가 할 것 없이 모두에게 찬사를 받았으며 미국 빌보드 순위 200권에서 23위, 그리고 영국에선 8위를 차지했다. 음반은 데이브 머스테인의 진보적이고, 복잡한 리듬을 추구하는 작곡 스타일 덕에, 더욱더 단단한 사운드를 보여주며 'All Music Guide' 매거진은 이 음반을 "그들(메가데스)의 경력 사상 가장 큰 노력을 쏟아부은 앨범."이라고 평했다.
앨범은 두 가지의 싱글 음반을 발표했는데 <Holy Wars.. The Purnishment due...>와 <Hangar 18>이 그들이며 두 곡 전부 뮤직비디오가 촬영되었고 그들이 하는 거의 모든 공연에서 연주되게 되었다. 《Rust In Peace》는 미국에서만 100만 장이 넘는 카피가 팔렸고 1991년, 1992년에 걸쳐 최고의 '메탈 퍼포먼스' 그래미상을 탔다.
1990년 9월 메가데스는 슬레이어, 테스타먼트, 수이사이들 텐덴시즈와 함께 유럽에서의 'Clash of the Titans' 투어에 참가한다. 그리고 10월 그들은 헤비 메탈 밴드인 주다스 프리스트의 'Painkiller' 투어에 오프닝 밴드로 초청되었고 1991년 1월 브라질에서 열린 'Rock And Rio 2'에도 참가했는데 당시 관중은 약 14만 명으로 절정에 달했다.
유럽에서 한 투어의 성공과 함께 'Clash of the Titans' 투어는 미국에서도 개최되었으며 참가자는 메가데스, 슬레이어, 앤스랙스, 그리고 앨리스 인 체인스 또한 오프닝 밴드로 참가하였다. 1991년, 메가데스는 그들의 첫 번째 홈 비디오인 <Rusted Pieces>를 제작하였는데 이 비디오는 인터뷰와 함께 6곡의 뮤직 비디오를 담고 있다.

### 《1992-1993:Countdown To Extinction》
1992년 2월, 메가데스는 프로듀서 맥스 노르만과함께 캘리포니아주의 버뱅크에 있는 엔터프라이즈 스튜디오에서 작업을 시작했다. 노르만은 라디오 따위의 방송매체를 위한 곡 편집 등 여러 분야에서 작업을 하게 된다. 밴드는 후에 상업적으로 가장 큰 성공을 거두게 되는 그들의 5번째의 음반 제작을 하는 데 4개월을 보냈으며 이 음반은 그동안 데이브 머스테인이 혼자서 써왔던 음반들과는 달리 모든 멤버들이 작곡에 참여했고 또한 음반 제목은 드러머인 닉 멘자가 지었다. 그 해 7월 14일, 캐피톨 레코드사는 그들의 5번째 음반을 발매했다. 이 음반은 순식간에 미국 빌보드 2위, 영국에서는 5위를 차지하였고 얼마 안 가 미국에서 더블 플래티넘을 기록하게 되었다. 거기다 '가장 훌륭한 메탈 연주'부문에서 그래미상도 타게 된다. 이 음반은 '메인스트림(유행곡) 히트'에 오른 <Symphony Of Destruction>(29위) <Foreclosure Of A Dream>(30위) <Sweating Bullets>(27위)들을 담고 있다. 음반의 대표곡인 <Countdown To Extinction>은 그들을 메탈밴드들 중에서는 유일하게 'Doris Day Music Award'를 탄 밴드로 만들어 주었다. 이 상은 'Humane Society of the United States'에 의해 수여 되었으며 음악의 가사는'캔드 헌트'(영: Canned Hunt, 이미 잡힌 사냥감들을 총의 사정거리가 미치는 특정한 공간에 풀어두고 사냥꾼이 사냥을 하는 일종의 사냥 연습용 스포츠)라 불리는 '스포츠' 등 무자비한 사냥으로 말미암은 동물학살을 비판한다.
그 해 11월 밴드는 그들의 두 번째 비디오인 <Exposure of a Dream>을 발매했다. 비디오는 《Countdown To Extinction》에 있는 곡들의 뮤직비디오들을 담고 있다. 그리고 12월에 판테라, 수이사이들 텐덴시즈와 함께 그들의 5번째 음반을 위한 월드투어를 돌았고 1993년 1월에는 북미에서 투어를 돌았다. 그러나 그룹의 리더인 데이브 머스테인의 약물 남용 습관이 재발작하면서 그는 병원에 실려가게 되었고 메가데스는 일본쪽에 날짜를 잡은 공연 등 모든 공연들을 취소하기에 이르렀다. 머스테인이 7주 동안 다시 치료를 받으며 중독을 딛고 일어선 후 밴드는 그들의 곡인 <Angry Again>을 녹음하러 다시 스튜디오에 돌아왔고 1994년 이 곡은 그래미를 타게 된다.
1993년 6월 메가데스는 다시 공연을 위해 메탈리카의 'Milton Keynes Bowl' 페스티벌에서 "특별손님"으로 무대에 올랐고, 메가데스의 리더 데이브 머스테인은 무대에서 "10년이 되어가는 메탈리카와 메가데스 사이의 반목은 이제 끝났다."라고 말하였으나, 그들 사이의 뿌리 깊은 악감정은 여전히 완전히는 꺼지지 못한 상태였으며, 그 후에도 두 밴드 사이에서 여러 가지 크고 작은 마찰이 생기게 된다. 그 해 7월, 메가데스는 에어로 스미스의 'Get A Grip' 미국 투어에 참가했으나 계약 문제, 머스테인이 무대에서 "에어로 스미스는 늙어간다."라며 비꼼 등과 함께 그들은 1주일 후 중도하차하게 되었다.
미국 투어의 취소 후, 메가데스는 그들의 곡 <99Ways to Die>의 녹음을 위해 스튜디오에 돌아왔다. 이 곡 또한 "가장 훌륭한 메탈연주"그래미를 타게 되었다.

### 《1994-1995:Youthanasia》
1994년 초기에 그들은 그전 음반을 담당했던 프로듀서인 맥스 노르만과함께 6번째 음반 작업을 위해 다시 팀을 구성하였다. 3명의 밴드 멤버들과 함께 그들은 피닉스에 있는 페이스 포 스튜디오에서 초기 작업을 시작했으나 스튜디오 내의 장비들의 열악함 때문에 그들은 다른 스튜디오를 찾게 되었다. 그러나 머스테인은 당시 그가 살고 있었던 애리조나주에서 작업하기를 강하게 희망했다. 따라서 프로듀서인 맥스 노르만의 제안에 따라 그들은 피닉스에서 창고 하나를 빌려 그들만의 스튜디오를 설립했다. 경력상 처음으로, 밴드는 모든 곡들을 스튜디오에서 쓰고 정리하였으며 기본적인 곡들은 라이브로 녹음되었다. 그들이 나중에 발매하는 비디오 'Evolver: The Making of Youthanasia'에서 그들의 녹음 장면을 담았다.
스튜디오에서 8달을 보낸 그들은, 그 해 11월 1일, 6번째 음반인 《Youthanasia》를 발매하였다. 음반은 미국 빌보드 순위 4위에 오르고 미국 내에서 메가데스의 음반 중에서 가장 빠르게 플래티넘을 기록하였으며 캐나다에서는 단 30분 만에 골드를 기록하였다. 프로듀서 맥스 노르만에 의해 그들의 음악은 《Countdown To Extinction》부터 헤비 메탈 자체의 축은 지키되 약간의 음악 스타일 면에서 변화가 생겼는데, 특히 이 음반에서는 보컬 데이브 머스테인의 성향 변화와 일반 대중 또한 접근하기 쉬운 사운드를 추구하였다. 밴드는 또한 그들의 새로운 이미지를 알리고자 유명한 패션 사진가인 리처드 에이브던과 사진을 찍었으며 청바지, 티셔츠 대신 좀 더 옷에도 신경을 쓰기 시작하였다.
초기에 발매된 음반들에는 그들의 새로운 웹 사이트를 광고하는 스티커가 동봉되어 있는데 웹 사이트에서 메가데스의 팬들은 'Mega-diner'라 이름 붙여진 채팅 룸에서 이야기를 나누거나, 밴드에게 이메일을 보내고, 공연에서 그들이 연주할 곡을 신청하기도 하고, 밴드에 의해 쓰인 투어 일기 등도 볼 수 있었다.
《Youthanasia》의 첫 번째 싱글인 <Train Of Consequences>는 메인스트림 록 차트 29위에 올랐으며 1994년 11월에 그들은 쇼 프로그램'Late Show with David Letterman'에 출연해 두 번째 싱글인 <A Tout Le Monde>를 연주하였다. <A Tout Le Monde>의 뮤직비디오 또한 촬영되었지만 MTV에 의해 "자살 유도성 가사를 내포했다."라는 이유로 방영이 거절되었다.
같은 달, 메가데스는 남미에서《Youthanasia》투어를 시작했는데 그들은 무려 11달 동안 투어를 돌게 되었으며 메가데스의 경력 사상 가장 길었던 투어라고 볼 수 있다.
또한 노스캐롤라이나 출신의 헤비 메탈 밴드인 코로션 오브 컨포미티에 의해 초대되어 유럽, 미국 투어에도 참가했으며, 그 후 콘, 피어 팩토리와 함께 다시 미국에서 투어를 돌았다.
그들은 브라질에서 열린 'Monsters of Rock' 록 페스티벌에 역시 저명했던 오지 오즈번, 앨리스 쿠퍼와 함께 참가하여 공연을 절정에 이끌었다. 또, 헤비 메탈 밴드 블랙 사바스의 트리뷰트 음반인 《Navity in Black》에서 <Paranoid>를 커버 하였고 1996년 밴드는 이 커버곡으로 '가장 훌륭한 메탈 연주'부문에서 그들의 6번째 그래미를 타게 되었다.
1995년 3월 메가데스는 유럽에 보너스 디스크를 포함한 《Youthanasia》의 특별반을 내었다. 보너스 디스크는 메가데스 음악들의 영화 사운드 트랙 버전이나, 그들이 여러 다른 밴드들의 곡을 커버한 것들, 그 외 여러 가지 편집된 곡들을 담고 있다. 후에 팬들의 요구에 따라 메가데스는 보너스 디스크를 1995년 7월 미국, 일본 등에 EP반으로 발매했다. EP의 이름은 "Hidden Treasure"였다.

### 《1996-1998:Cryptic Writings》
길었던 《Youthanasia》투어 후, 1995년, 데이브 머스테인은 그의 다른 프로젝트 밴드인 MD.45를 위해 잠시 밴드를 떠난다. 그 후 메가데스는 사업 측면에서 그들의 새 매니저 고용을 목적으로 'ESP 매니지먼트'와 계약하고 새로운 매니저 버드 프레이저를 고용하였다. 맥스 노르만이 그랬던 것처럼, 버드 프레이저 또한 메가데스가 좀 더 상업적, 대중적인 장르를 추구하게 하는 데 한 몫을 했으며 네슈빌의 팝 프로듀서이며 그룹 자이언트의 기타리스트였던 댄 허프와 작업하는 것을 권유하기도 하였다.
1996년 9월, 메가데스는 네슈빌에서 새 음반의 제목을 임시로 'Needles and Pins'로 짓고 다음 음반 작업을 시작하였다. 작곡 과정은 새 매니저 버드 프레이저에 의해 감독 되었고, 그는 또한 밴드에 작곡, 작사에 관한 아이디어들도 제공하였다. 많은 가사, 심지어 몇 곡의 제목들까지 그의 권유에 따라 바뀌었는데, 후에 머스테인은 그의 음악적인 영향에 대해 이렇게 썼다 "난 이 사람(프레이저)이 내가 정말 병적으로 원했지만 막연했던 '1급' 음반을 내는 데 많은 도움을 줄 수 있을 것으로 생각했다." 음반 표지 제작 과정에서 문제가 발생함에 따라 음반의 표지는 부두교 문양으로 대체되었고 제목은 《Cryptic Writings》으로 바뀌었다.
캐피톨 레코드사에 의해 1997년 6월 17일 발매된 이 음반은 빌보드 200순위 권에서 10위를 차지하였고, 미국 내에서 골드를 기록한 그들의 음반 중에서는 5번째 음반이 되었다. 음반의 곡 <Trust>는 "메인스트림 록 음악" 순위에서 5위로 그들의 음악 사상 가장 높은 순위를 차지했으며 이 곡 또한 1998년 연주부문에서 그래미를 타게 된다.
음반의 믹싱은 상당히 밀어붙이기 식으로 진행되었지만, <Almost Honest>(8위), <Use The Man>(15위) 그리고 <A Secret Place>(19위)등 총 4곡이 20위권 메인스트림 록 차트에 들게 되었다. 리더 데이브 머스테인이 음반 성향에 관한 질문을 받았을 때 그는 "우리는 음반을 3가지 부분으로 나누어 제작했는데, 첫 번째 부분에서는 굉장히 빠르고 공격적인 음악을 제작했으며 두 번째는 그와 반대로 멜로딕한 음악을 추구했다. 그리고 마지막 세 번째는 《Youthanasia》처럼 라디오에 친숙한 음악들이다."라고 답했다.
그 후 그들은 1년 동안 공연 소식이 없다가, 1997년 6월 펑크 그룹인 더 미스핏츠와 함께 세계 투어를 돌면서 다시 무대에 등장하였고, 후에 미국에서도 투어를 돌았다. 7월, 메가데스는 오지 페스트98에 참가하였는데 중간에 드러머 닉 멘자의 무릎에 종양이 생기면서 그는 수술을 위해 밴드를 잠시 떠나게 되고 지미 데그라소가 대신 자리를 맡았다. 그러나 데이브 머스테인은 "암을 앓고 있다고 거짓말을 했다."라며 닉 멘자를 쫓아내 버리고 대신 데그라소를 정식 멤버로 받아들였다.
1998년, 컴퓨터 오락 개발 업체인 3D 렐름스에서 그들의 마케팅 음반인 《Duke Nukem: Music To Score By》에 메가데스의 미발표곡 2곡을 넣을 예정이라고 발표하였다. 첫 번째 곡은 리 잭슨에 의해 작곡된 게임의 테마곡인 <Grabbag>의 커버 연주곡이고, 두 번째는 95년 녹음 되었던 <New World Order>라는 곡인데 나중에 재발매된《Youthanasia》에도 들어 있다.

### 《1999-2000:Risk》
라디오 방송 등에서도 상당한 성공을 거두었던 《Cryptic Writings》와 함께, 그들은 8번째 음반도 전 음반의 프로듀서였던 댄 허프와 작업하기로 하고 1999년 1월 작업을 시작하였다. 작곡, 작사 과정들은 전작을 감독하였던 매니저 버드 프레이저가 또 감독하였으며 12곡으로 이뤄진 음반 곡들의 5곡들은 그가 직접 작곡에 참가하기도 하였다. 프레이저는 또한 머스테인을 프로듀서 댄 허프에게 좀 더 많은 제작권한을 주도록 설득하기도 했다.
8집에 이르렀을 때에 대해 머스테인은 나중에 이렇게 썼다 "그곳엔 같이 연주한 여러 사람이 있었는데 난 그들이 누군지도, 곡의 몇 부분은 어디서 오는지도 알지 못했다. 그리고 그러한 작업 과정에 익숙지도 않았다. 전작 《Cryptic Writings》의 성공을 빌미로 약간의 위협을 당한 것도 있었다. 그 다음작 《Risk》를 만들 당시 나는 거의 만취 상태였다 <Trust>의 성공과함께 나는 "성공"이란 것에 집착이 생겼고 혼자서 생각했다. "와…, 우리가 1등을 먹었어…." 상위 5위권의 곡들 중 4곡은 우리 곡 이었다. 따라서 나는 댄에게 다음 음반 작업 또한 맡기지 않을 이유를 찾지 못했고, 그렇게 하기로 마음먹었다. 그런데 예상이 빗나가 버렸다."
1999년 8월 31 발매된 그들의 8번째 음반 《Risk》는 억수의 비판을 받고 상업적으로도 큰 실패를 겪게 되었으며 많은 오리지널 팬들이 그들에게서 떠나게 되었다. 그들은 요즘 다시 전통적인 메탈 사운드를 추구하면서 약간의 대중적인 면을 다루는, 예전의 모습으로 돌아갔지만 이 음반은 메탈 자체를 포기했고 댄스, 일렉트로니카 혹은 디스코쪽에 가깝다는 평을 받았다. 또한 이 음반은 그들이 1985년부터 발매한 음반 중 첫 번째로 골드는 물론 상위권에도 들지 못한 음반이 되어 버렸다. 그들이 발매한 싱글 <Crush Em>은 영화 'Universal Soldier: The Return'의 사운드 트랙에 들어갔고 나중에 NHL(미국 아이스하키 연맹)의 공식 음악으로 채택되었다.
1999년 9월, 《Risk》를 위한 세계투어 도중, 오랫동안 자리를 지켰던 기타리스트 마티 프리드먼이 음악적 견해의 충돌로 밴드를 떠나버리게 된다. 머스테인은 나중에 이렇게 설명한다 "나는《Risk》의 실패 후에 그를 메가데스 본래의 메탈 음악으로 돌아가자고 설득하였으나 그는 반발하고 밴드를 떠나버렸다." 메가데스는 2000년 1월, 세버티지, 앨리스 쿠퍼의 기타리스트였고 현재는 트랜스-시베리안 오케스트라의 멤버인 알 피트렐리를 영입했다. 그리고 새로운 구성원으로, 그들은 블랙 사바스의 곡인 <Never Say Die>를 커버하였고 이 곡은 블랙 사바스의 두 번째《Nativity in Black》트리뷰트 음반에 삽입되었다.
메가데스는 2000년 8월, 그들의 9번째 음반을 녹음하러 스튜디오에 돌아왔는데 1달 후 앤스랙스, 머틀리 크루와 함께 'Maximum Rock' 투어에 초청되었다. 메가데스는 작업을 잠시 중단하고, 2000년 여름 북미에서 투어를 돌았다.
2000년 10월, 밴드는 14년 동안 같이 협력해왔던 캐피톨 레코드에서 나오게 되었다. 레이블은 그들 새로운 곡들의 녹음을 돌려 주고 그들의 베스트앨범 《Capitol Punishment: The Megadeth Years》를 내었다. 이 음반은 그들의 새로운 곡인 <Kill the King>과 <Dread and Fugitive Mind>를 담아 그들의 예전 본 모습으로의 회귀를 예고하였다.

### 《2000-2001:The World Needs a Hero》
2000년 10월, 밴드는 투어 후 음반의 마무리 작업을 하러 스튜디오로 돌아왔고, 11월에 생츄어리 레코드와 계약하였다. 《Risk》의 실패로, 데이브 머스테인은 매니저 버드 프레이저를 해고하고 그가 직접 음반을 제작하기 시작했다. 또한 기타리스트 알 피트렐리가 곡 <Promises>에 약간의 아이디어를 제공한 것을 제외하고는 전작 《Rust in Peace》처럼 머스테인이 혼자 모든 곡의 가사와 곡을 쓰게 되었다. 음반은 2001년 5월 15일 발매되었으며 평가는 천차만별이었다. 《Risk》전의 모습으로 돌아간 것을 높이 산 평가들도 있었지만 몇몇 비평가들은 기대에 미치지 못했다는 평을 하기도 하였다. 머스테인은 이 음반을 해상에서 똑바른 코스에 다시 들려 하는 큰 배의 방향전환에 빗대었다. 음반의 싱글인 <Moto-Psycho>는 빌보드 메인스트림 록 차트 22위에 들었으며 VH1의 'Rock Show'에서도 자주 틀리게 되었다.
《The World Needs a Hero》투어는 유럽에서 2001년 여름에 AC/DC와 돌았고, 그 후 9월 아이시드 어스, 엔도와 미국에서 투어를 돌게 된다. 투어는 애초에 짧게 잡혀 있었으나, 2001년 9월 11일, 세계 무역 센터가 테러로 붕괴하면서 그들은 아르헨티나에서의 DVD촬영 등 날짜가 잡힌 모든 일정을 취소하게 되었다. 밴드는 대신 11월에 애리조나주에서 2번의 공연을 하였고 후에 그들의 첫 번째 라이브 음반인 《Rude Awakening》에 이 공연들의 녹음이 실리게 된다. 2002년 2월, 데이브 머스테인은 메가데스 초기 음반인 《Killing Is My Business... And Business Is Good!》을 새로 제작하고 리믹스하였다. 재제작된 음반은 음질 면에서 한층 더 좋아진 음악들과 몇 가지의 보너스 트랙을 담고 있다.

### 《2002-2003: 해체》

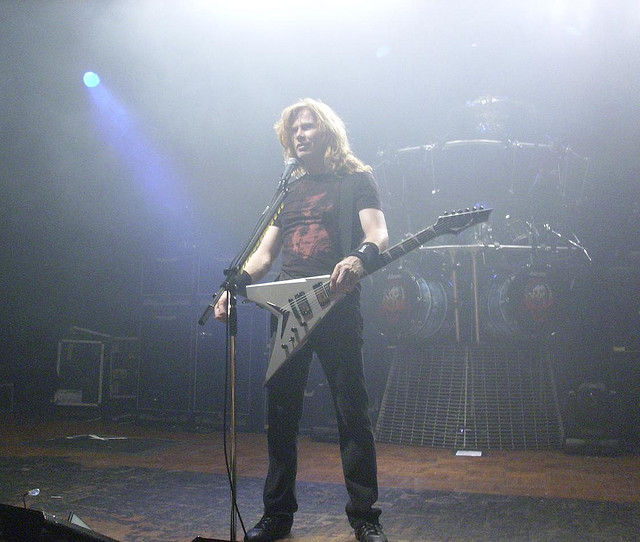
데이브 머스테인은 팔 부상으로 기타를 치지 못하게 되자 2002년에 메가데스를 해체한다.

2002년 1월, 리더 데이브 머스테인은 결석제거를 위해 병원에 가게 되었다. 치료 기간 동안 진통 때문에 약물을 복용한 것을 계기로 그는 예전의 버릇이 재발하게 되었다. 입원 후 그는 직접 텍사스에 있는 의료 센터에서 진료를 받았는데 그 기간 동안의 급작스런 부상으로 그의 왼쪽팔의 신경이 심각하게 손상되었다. 당시 그는 왼쪽 팔을 의자 뒤로 넘긴 채로 잠이 들었는데, 그 때문에 그의 왼팔 신경이 압박을 받아 마비되기까지 이르렀다. 진단 결과에 따르면 그의 왼팔은 뭔가를 잡기는커녕 주먹을 쥘 수도 없을 정도였다고 한다.
2002년 4월 3일, 데이브 머스테인은 그의 왼팔 부상을 이유로 메가데스를 해체한다. 그 후 4달 동안, 그는 1주일에 5번씩 정기적인 물리치료를 받았다. 그 후 그의 팔이 차차 회복됨에 따라 그는 다시 기타를 잡기 시작하였으나. 그의 왼팔이 다시 기타를 치는 데 익숙해지기는 오랜 시간이 걸렸다.
생츄어리 레코드사와의 계약상 의무 때문에 그는 2002년 9월 10일 편집 음반인 《Still Alive... And Well?》을 발매했다. 음반은 2001년 11월 17일 애리조나의 피닉스에 있는 'Web Theater'에서 공연한 라이브 트랙과 《The World Needs A Hero》의 곡들을 담고 있다.

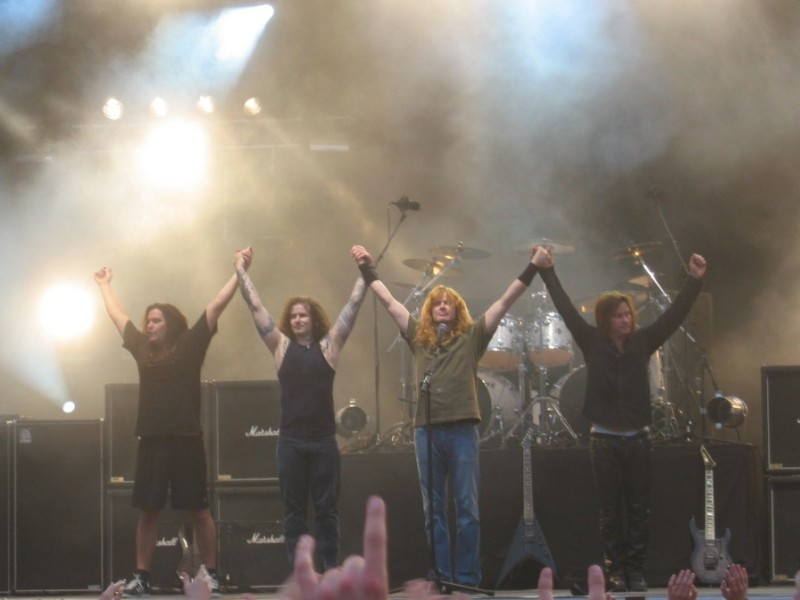
2004년-2006년 라인업 (왼쪽부터 숀 드로버, 제임스 맥도노, 데이브 머스테인, 글렌 드로버)

### 《2004-2005:The System Has Failed》
거의 1년 이 걸린 물리, 전기 충격 등을 포함한 치료 후, 머스테인은 2003년 10월 경력상 그의 첫 번째 솔로 음반이라 볼 수 있는 음반을 위해 작업에 들어갔고 작업에는 세션 뮤지션들인 비니 콜레유타와 지미 슬러스가 참가하였다. 그러나 데이브 머스테인이 캐피톨 레코드사와 작업했던 메가데스의 8개 음반을 재제작하는 데 동의한 후 그의 이 작업은 잠시 중단되었다. 음질 측면 등의 개량을 위해 그는 음반의 몇몇 부분은 다시 녹음하고 편집하기도 하였다.
2004년 5월에 그는 새로운 솔로 음반으로 돌아왔다. 그러나 유럽 쪽 레이블인 EMI와의 계약 조건 때문에 그는 '메가데스'의 이름 아래 음반을 하나 더 제작해야 했다. 머스테인은 밴드를 다시 결성하기로 마음먹었는데 그는《Rust In Peace》때의 구성원으로 돌아가는 것을 예고하며 팬들을 끌어 모으려고 했다. 그러나 드러머 닉 멘자만 재가입에 동의하고 기타리스트였던 마티 프리드먼, 그리고 베이시스트였던 데이빗 엘렙슨은 거절했다. 《The World Needs a Hero》까지 꾸준히 자리를 지켜왔던 베이시스트 데이브 엘렙슨의 거절에 대해서 머스테인은 이렇게 말했다 "엘렙슨은 언론에서 내 왼팔 부상이 거짓이라고 했고 공공연히 나를 비방하였다. 우리는 그에게 좋은 제안을 했고(재가입) 그는 싫다고 했다. 내 말은, 만약 내가 당신에게 굉장히 좋은 제안을 했는데 당신이 받아들이지 않았다. 그럼 싫다는 뜻이지…. 아닌가?" 따라서 새로운 음반은 그들의 음반상 첫 번째로 엘렙슨이 참가하지 않은 음반이 되었다. 데이브 머스테인은 기타리스트로 예전의 기타리스트였던 크리스 폴랜드를 다시 영입했는데 그는 그의 재즈 퓨전 프로젝트 밴드인 OHM에 집중하는 쪽을 택하고 녹음에만 참가하였다.
2004년 9월 14일, 재결성한 메가데스는 컴백 음반인 《The System Has Failed》를 발매했다. 그들의 재결성에 대해, 'Revolver'매거진은 이 음반을 별 4개와 함께 "《Countdown To Extinction》이후 메가데스의 가장 집념 있고, 날카롭고, 복잡한 사운드를 추구하는 음반"이라고 평했다. 음반은 빌보트 팝 음반 차트에서 18위에 올랐고 싱글인 <Die Dead Enough>은 미국 메인스트림 록 차트에서 21위에 올랐다. 데이브 머스테인은 이 음반이 작별 투어와 함께 메가데스의 마지막이 될 것 이라고 발표하면서 솔로 커리어에 집중하기로 했다.
메가데스는 2004년 10월 투어를 위해 베이시스트인 제임스 맥도너(아이스드 어스)와, 기타리스트 글렌 드로버를 가입시키고 'Blackmail the Universe' 월드투어를 시작했다. 그러나 드러머 닉 멘자가 체력 관리 문제 등으로 첫 번째 공연을 하기 5일 전에 다시 밴드를 떠나고 자리는 글렌 드로버의 형인 숀 드로버가 대체하였다. 밴드는 그룹 엑소더스와 함께 미국에서 투어를 한 후 다이아몬드 헤드, 던젼과 유럽에서 투어를 하였다.
2005년 6월, 'Capitol Records'는 《Capitol Punishment》가 매진되기에 다다르자 메가데스의 8번째 음반까지의 곡들을 리믹스해 담은 두 번째 메가데스의 베스트 앨범인《Greatest Hits: Back to the Start》를 발매한다.

### 《2005-2006: Gigantour》
2005년 여름, 메가데스는 해마다 열리게 되는 헤비 메탈 페스티벌 투어인 'Gigantour'를 개최하였고, 드림 시어터, 앤스랙스, 피어 팩토리, 딜린저 에스케이프 플랜, 네버모어, 라이프 오브 애고니, 심포니 엑스, 드라이 킬 로직, 그리고 보바플렉스 등이 공식적으로 참가하였다. 몬트리올과 밴쿠버에서 한 공연은 라이브 DVD와 CD로도 녹음되었으며, 2006년 여름에 발매되었다.

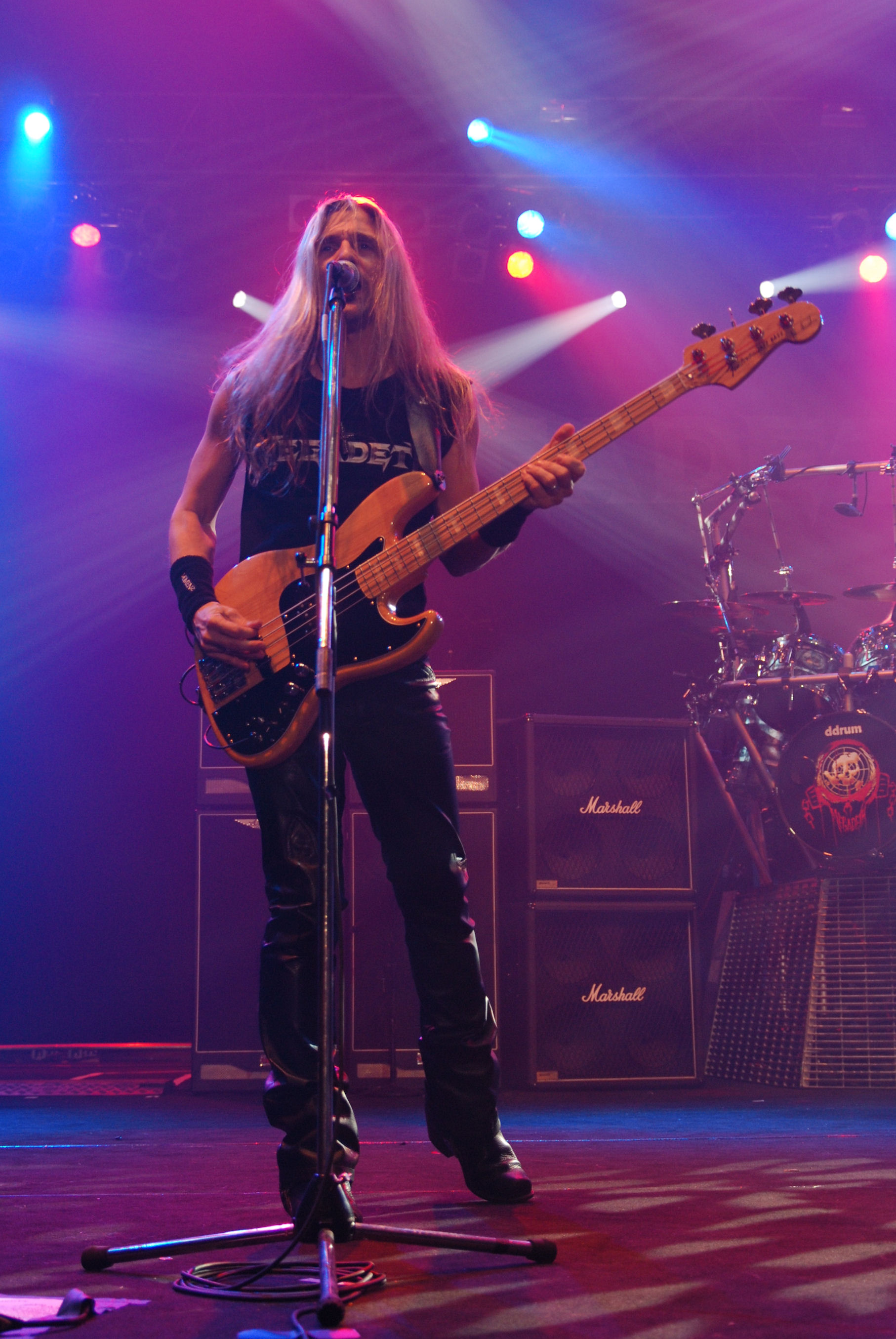
2008년 라이브 중인 제임스 로멘조. 그는 2006년부터 2010년까지 메가데스의 베이시스트였다.

2005년 10월 9일, 《The System Has Failed》와 'Blackmail the Universe' 투어에서 성공을 만끽한 데이브 머스테인은 솔로로 활동하기로 하였던 그의 마음을 바꾸고 'Pepsi Music Rock' 페스티벌 아르헨티나 무대에서 관중에게 "메가데스는 투어를 계속 할 것이며 새로운 음반 또한 내겠다."라고 관중에게 선언하였다.
2006년 2월, 베이시스트인 제임스 맥도너 또한 사적인 문제로 밴드에서 나가게 되었고 빈자리에는 데이빗 리 로스, 화이트 라이언, 블랙 라벨 소사이어티 등의 밴드와 함께 연주하였던 제임스 로멘조가 들어오게 되었다. 그 해 3월 16일, 새로운 구성원으로 구성된 메가데스는 아랍에미리트에서 'Dubai Desert Rock'페스티벌에서 라이브 데뷔를 하였다.
또한 5일 후인 21일에 캐피톨 레코드사는 'Arsenal of Megadeth'라고 이름붙인 두 장의 DVD를 발매하였으며 이 DVD는 메가데스의 성공 역사, 인터뷰, 라이브 쇼, 그리고 여러 수의 뮤직 비디오를 담고 있으나 라이선스 문제로 영화 사운드 트랙 비디오 등, 캐피톨 레코드에서 발매하지 않은 것들은 DVD에 없다.

### 《2006-2008:United Abominations》

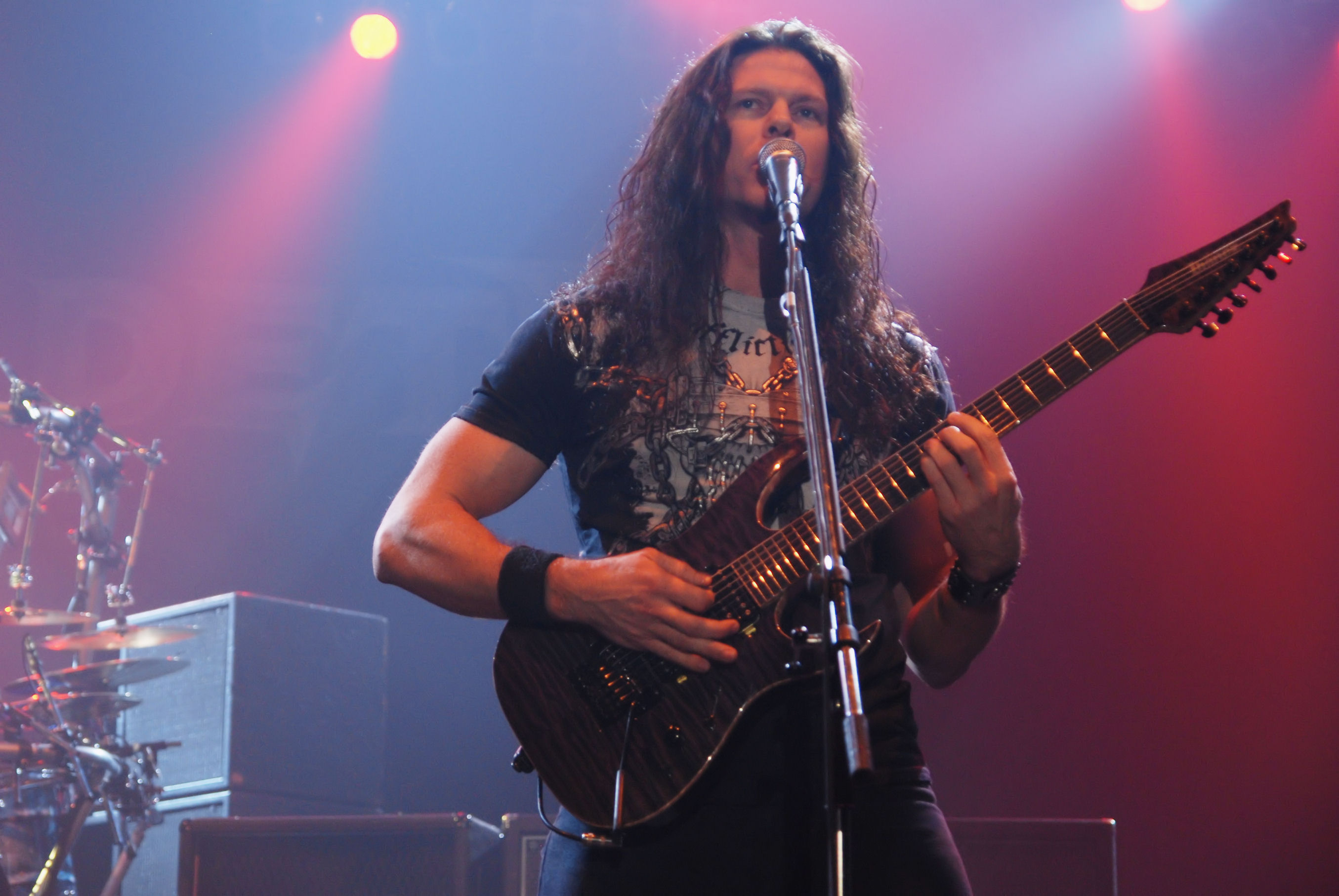
크리스 브로데릭은 2008년에 글렌 드로버의 공석을 메우면서 메가데스의 기타리스트가 되었다.

2006년 5월, 메가데스는 그들의 11번째 스튜디오 음반인 《United Abominations》가 거의 완성 상태에 있다고 발표하였다. 음반 제작에는 데이브 머스테인, 제임스 로멘조, 글렌 드로버, 숀 드로버가 참가했고 발매 날짜는 로드러너 레코드사에 의해 그해 10월 쯤으로 잡혀 있었는데, 머스테인이 그 해 8월 "마무리 작업과 손질 중이다."라고 발표하며 2007년 5월 15일로 발매 날짜가 연기되었다. 2006년 말에는 몇몇 곡 제목들이 공개되었고 (<Washington Is Next>, <United Abominations>, <Amerikhastan>, <Blessed Are The Dead>, <Never Walk Alone>, <Sleepwalker>, <Burnt Ice> 그리고 같은 이름의 XBOX 360 게임에서 영감을 얻었다고 하는 <Gears Of War>) 곡 <Sleepwalker>는 메가데스 공식 웹 사이트에서 다운로드가 가능하다. 2007년 3월, 데이브 머스테인은 메가데스 포럼에 새 음반에는 그룹 라쿠나 코일의 보컬인 크리스티나 스카비아와 듀엣을 한 새 버전의 <A Tout Le Monde>또한 실려있을 것이라고 하였고 음반의 첫 번째 싱글이 될 것이라고 했다.
2007년 3월 12일, 메가데스는 도닝턴에서 열린 'Download' 페스티벌에 참가하였고 같은해 10월 28일날 서울에서 투어를 가지기도 하였다. 그리고 2008년 1월 기타리스트인 글렌 드로버가 가족에 전념키로 밴드에서 하차하였고 드러머 숀 드로버는 바로 크리스 브로데릭의 연주 영상을 보여주면서 데이브 머스테인의 승낙을 받아 냈고 2주후에 정식 멤버가 되었다. 2008년에도 Gigantour를 하였고 7월엔 M-1 어플릭션 첫대회의 서포팅 밴드로 참여해 3곡을 불러주었다.

### 《2009-2010:Endgame》
2008년 9월 말, 데이브 머스테인은 스튜디오 "Vic's Garage"에서 프로듀서 앤디 스닙와 함께 앨범 작업을 시작하였다. 7월 7일 Head Crusher 라는 싱글을 공개했고 8월 15일 1,320이라는 싱글이 발표가 되었다. 1개월 후, 9월 15일 Endgame 앨범이 발표가 되었다. 메가데스의 Head Crusher 은 2010년 그래미 후보였지만 주다스 프리스트에게 넘겨 주고 말았다.
2010년 2월 제임스 로멘조가 나가고 메가데스의 원년 멤버인 데이빗 엘렙슨이 다시 돌아왔다. 2010년 3월 1일부터 3월 31일까지 테스터먼트와 함께 Rust In Peace 앨범 발표 20주년 투어를 가졌다.

### 《2010-12:Thirteen》

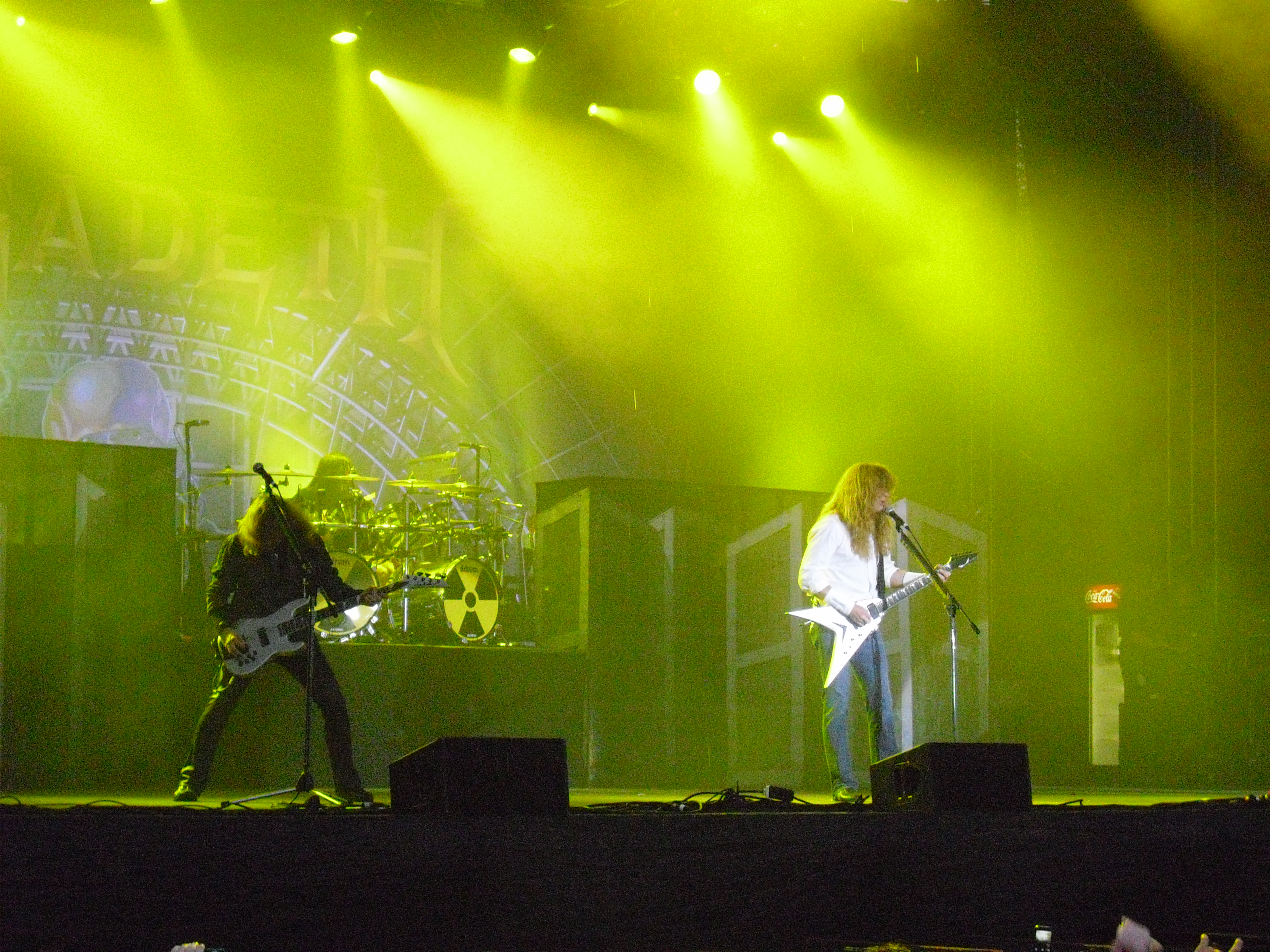
데이브 머스테인과 데이빗 엘렙슨이 2010년 Norway Rock Festival에서 공연 중이다.

메탈리카, 슬레이어, 앤스랙스와 함께 스래시 메탈 계의 "빅 4"라고 불리는 메가데스는 2010년 중반부에 그들과 함께 공연하는 것에 동의했다. 이 공연은 여러 유럽 국가들에서 열리게 된 소니스피어 페스티벌(Sonisphere Festival)의 한 부분을 담당했다. 불가리아의 소피아에서 촬영된 공연은 Big Four: Live from Sofia, Bulgaria의 이름으로 비디오 앨범으로 발매되었다. 이 공연들은 다음 해에 미국에서 계속되었다. 첫 공연은 캘리포니아의 인디오에서 열렸고 그 당시에는 미국에서 계획된 유일한 공연이었다. 그러나 얼마 이후 뉴욕 시의 양키 스타디움에서 두 번째 미국 공연이 열리게 되었다.
2010년 7월, 유럽에서 열린 "빅 4"공연이 끝난 뒤, 메가데스와 슬레이어는 American Carnage Tour의 첫 무대를 장식했다. 메가데스는 Rust in Peace 전곡을 연주했고 슬레이어는 Seasons in the Abyss의 전곡을 연주했는데 이 두 앨범은 모두 1990년에 발매된 것이었다. 이 공연에서 그들의 공식 캐릭터 빅 래틀헤드가 등장함으로써 공연의 시각적인 즐거움을 선사했다. 이후에 두 밴드는 2010년 후반부에 Jägermeister Music Tour를 위하여 앤스랙스와 함께 연합했다. 투어의 마지막 공연에서, 슬레이어의 케리 킹이 할리우드의 Gibson Amphitheatre의 무대에서 메가데스의 빅 래틀헤드의 모습으로 무대에 섰다. 이것은 케리 킹이 1984년에 메가데스에 재직하던 시절 이후로 다시 메가데스와 함께 무대에 처음으로 선 것이다. 2011년 3월과 4월에 열린 European Carnage Tour에 메가데스와 슬레이어는 다시 한 번 함께 공연하게 된다. 메가데스는 또한 같은 해에 7월과 8월에 열린 제 4회 Rockstar Mayhem Festival에서 헤드라이너를 장식한다.
9월에 밴드는 로스 앤젤리스의 할리우드 팔라디움(Hollywood Palladium)에서 녹화된 Rust in Peace Live DVD앨범을 발매한다. 9월이 지나고, 메가데스는 비디오 게임 기타 히어로: 워리어즈 오브 록을 위해 곡 "Sudden Death"를 녹음한다. 이 곡은 기타 히어로 프랜차이즈의 저작권자들에게 의해 요청되었는데 그들은 어두운 내용의 가사와 복합적인 기타 솔로가 있는 트랙을 원했다. 이 곡은 2011년 그래미 시상식에서 베스트 메탈 퍼포먼스로 노미네이트되게 된다.
메가데스는 그들의 13번째 스튜디오 앨범 작업을 하기 위해 그들의 Vic's Garage studio로 돌아왔다. 그들은 조니 케이(Johnny K)를 프로듀서로 고용했는데 메가데스의 이전 두 앨범의 프로듀서였던 앤디 스닙(Andy Sneap)이 그들과 같이 일할 수 없었기 때문이다. 이 앨범은 Thirteen으로 이름 붙여졌고 전에 공개된 트랙들인 "Sudden Death"와 "Never Dead"를 포함했다. 앨범은 2011년 11월에 발매되었고 빌보드 200 차트에서 11번째에 이름을 올렸다. 앨범의 리드 싱글 곡인 "Public Enemy No.1"은 그래미에서 베스트 하드 록/메탈 퍼포먼스에서 후보로 이름이 올려졌지만 시상은 하지 못했다. 앨범이 발매되고 얼마 뒤, 데이브 머스테인은 4년의 휴식기가 지나면 2012년 초에 새로운 기간투어(Gigantour)가 열릴 것이라고 했다. 라인업으로는 모터헤드, 볼비트, 라쿠나 코일이 메가데스와 함께한다. 기간투어가 끝난 이후, 롭 좀비와 메가데스는 2012년 5월에 계획된 9일 간의 미국 투어에서 공동 헤드라이너로 공연한다고 발표했다.

### 《2012-2014:Super Collider》

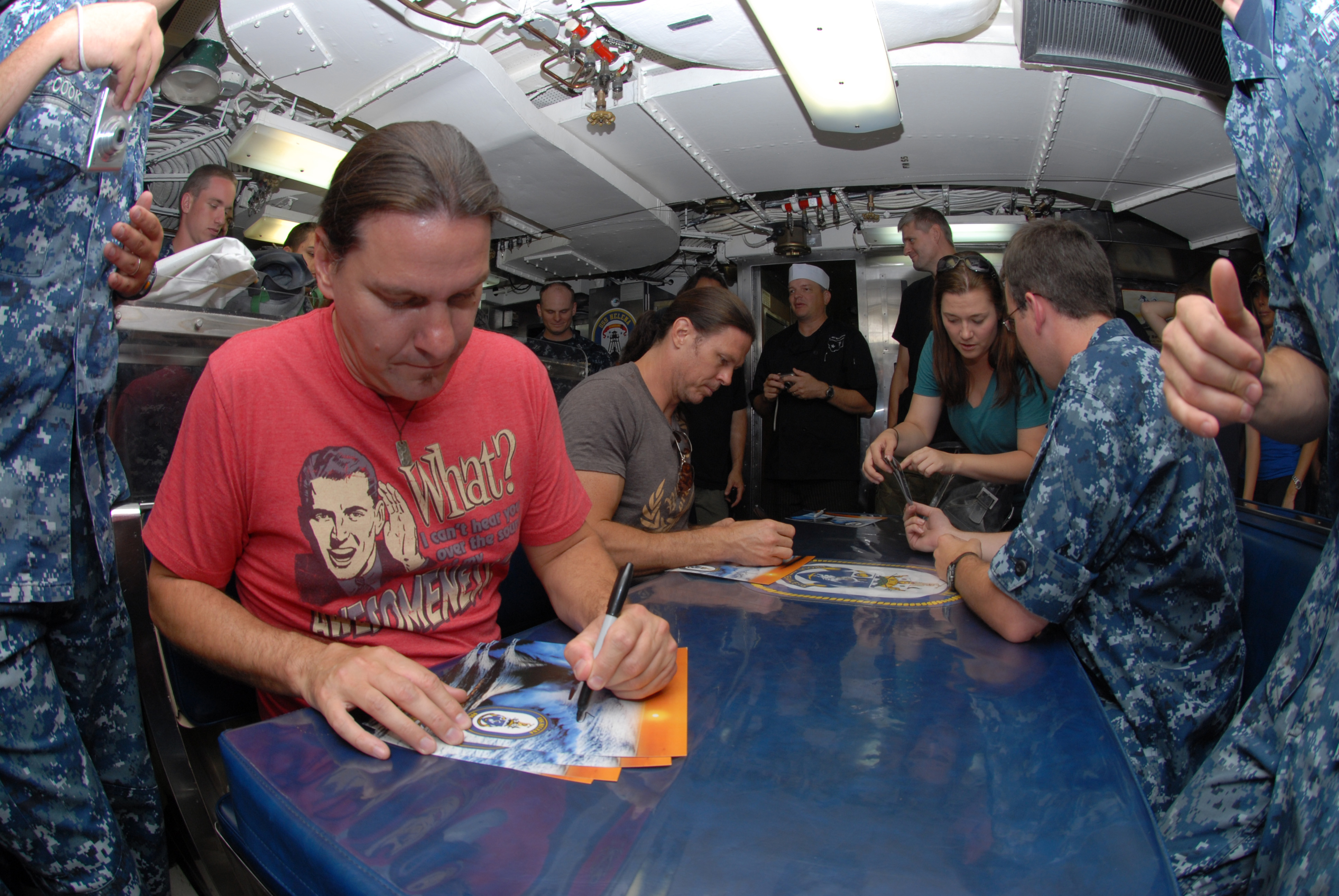
숀 드로버와 크리스 브로데릭이 미 해군 로스엔젤레스급 잠수함에서 사인을 해주고 있다.

2012년 9월, 메가데스가 Countdown to Extinction 앨범 20주기를 맞아 재발매판을 낸다고 발표했다. 이 일에 대한 주목을 위해 메가데스는 투어를 단행했는데 그 투어의 공연에서 앨범 전곡을 연주한다. Pomona Fox Theater에서 촬영된 공연의 라이브 앨범 Countdown to Extinction: Live가 그 다음 해에 발매되었다. 추가적으로, Thirteen 앨범의 트랙 중 하나인 "Whose Life (Is It Anyways?)"가 2013년 그래미 시상식에서 베스트 하드 록/메탈 퍼포먼스에 노미네이트되지만 시상의 영광은 헤일스톰의 "Love Bites (So Do I)"가 거머쥐게 된다.
8월에 밴드는 프로듀서인 조니 케이와 함께 14번째 스튜디오 앨범 작업을 한다고 밝혔다. 2013년 초에 메가데스는 기존에 소속되어 있던 로드러너 레코드에서 탈퇴하고, 데이브 머스테인이 새롭게 Tradecraft라는 소속사를 만들게 되는데 이 소속사는 유니버설 뮤직 그룹을 통하게 된다. 이후, 2013년 6월에 정규 앨범, Super Collider를 발표하게 되고 빌보드 200 차트에서 6번째에 등극하게 되는데 이 것은 1994년 앨범 Youthenasia이후로 가장 높은 순위를 차지한 것이다. 그러나 이 앨범에 대한 비평은 대체로 부정적이었다.
Super Collider의 발매 이후, 머스테인은 벌써 15번째 메가데스 앨범을 내려는 생각을 한다고 밝혔다. 그는 그에게 필멸의 개념을 알게 해준 슬레이어의 기타리스트 제프 한네만의 죽음으로부터 자극을 받았다고 했다. 머스테인은 설명하길, "모두가 잘 알듯이, 시간은 매우 빠르게 지나간다. 내가 얼마나 공연을 할 지는 나조차도 모른다. 제프 한네만에게 생긴 일은 모두가 아는 사실 아닌가? 그러니 나는 내가 살아있을 동안 최대한 많이 곡을 쓸 것이다."
2013년에 열린 기간투어는 블랙 레이블 소사이어티, 헬예아(Hellyeah), 디바이스(Device), 뉴스테드(Newsted)를 오프닝 밴드로 시작했다. 마지막 공연에서 메탈리카의 전 베이시스트였던 제이슨 뉴스테드가 메가데스와 함께 "Phantom Lord"를 연주했고 이 곡은 머스테인이 그가 메탈리카에 재직할 때 공동작업한 곡이다. 2014년 초에, 메가데스는 호주에서 열린 사운드웨이브 페스티벌에서 공연하기로 예정되어 있었으나, 투어 기획자인 A. J. 마다가 뉴스테드와 함께 하는 공연들에 대해 언급하면서 메가데스의 공연은 취소되었다. 2월에 메가데스의 전성기 시절의 11곡을 수록한 "Icon"이 유니버설 뮤직의 Icon 시리즈의 하나로 발매되었다.

### 《2014-현재:Dystopia그리고 다가오는 16번째 스튜디오 앨범》

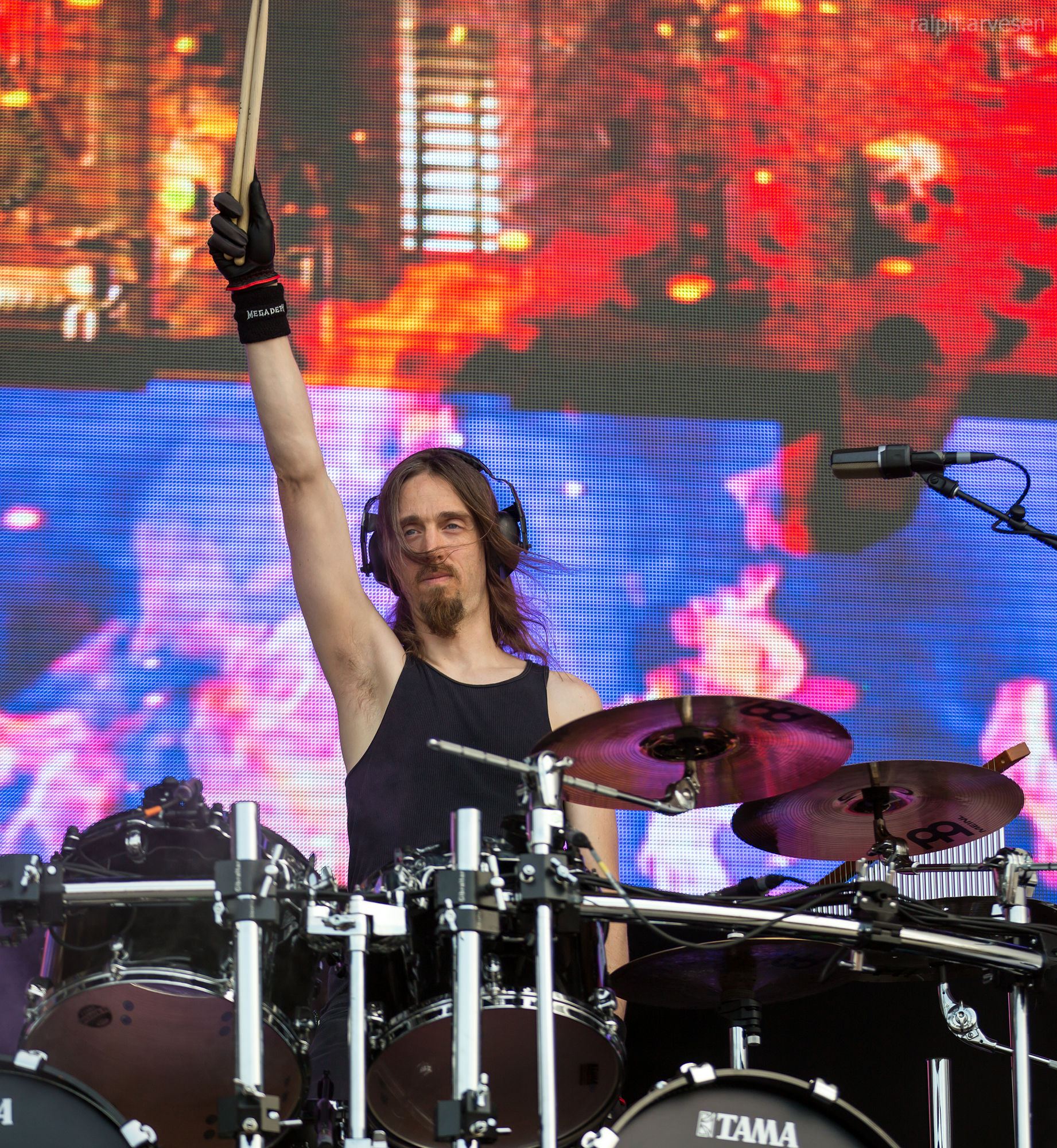
드러머 더크 버뷰런은 2016년에 크리스 애들러를 대신하여 메가데스에 가입했다.

밴드는 2014년에 몇 건의 사건들과 마주쳤다. 텔 아비브에서 열리는 8월 콘서트가 이스라엘과 가자 지구 간의 무력 충돌로 인하여 취소되었다. 메가데스는 9월 말의 모터헤드의 Motörboat 크루즈선에서 공연하기로 예정되어 있었으나 머스테인의 경부 척추 수술과 같은 건강상의 문제로 취소되었다. 11월 말에, 드러머 숀 드로버가 10년만에 밴드를 탈퇴하는데 사유는 개인적인 음악을 하고 싶다는 이유였다. 숀은 기타리스트 크리스 브로데릭 다음으로 탈퇴했는데 크리스의 탈퇴 사유는 메가데스와 자신 사이의 음악적 감각 차이 때문이었다. 데이브 엘렙슨은 메가데스의 해체에 대한 루머에 대해서 부인했고 그와 머스테인은 새로운 음악 작업에 계속 노력을 할 것이라고 했다. 머스테인은 크리스와 숀의 탈퇴 사유 중 하나가 메가데스와 마티 프리드먼과 닉 멘자와의 재결합을 원하는 팬 층에 대한 실망감 때문이라고 말했다. 안타깝게도, 전 메가데스 드러머인 닉 멘자가 2016년 5월 21일, 로스 앤젤리스의 재즈 클럽에서 OHM과 함께 공연하던 도중, 심장 마비로 인해 사망하였다. 램 오브 갓의 드러머 크리스 애들러(Chris Adler)와 앙그라(Angra)의 기타리스트 키코 루레이로가 메가데스의 15번째 스튜디오 앨범 작업에 참여하게 되었다.
2015년 10월, 메가데스는 2016년 1월에 발매되는 새 앨범 Dystopia의 싱글 "Fatal Illusion"을 유출했다.Dystopia의 앨범 발매와 함께 메가데스는 2월과 3월에 수어사이덜 텐덴시즈(Suicidal Tendencies), 칠드런 오브 보덤, 하복(Havok) (하복은 이후 계약의 만료로 인해 메가데스에 의해 제외된다.)과 함께 북미 투어를 시작했다. 머스테인은 메가데스와 램 오브 갓에서 동시에 활동하고 있던 크리스 애들러가 두 밴드 사이의 스케줄 충돌 문제로 인해 더 이상 메가데스에서 활동하지 않을 것이라 발표했다. 드러머의 자리는 크리스의 추천으로 소일워크의 드러머 더크 버뷰런으로 교체되었다. 9월과 10월에 두 번째 미국 투어가 시작되었고 아몬 아마스, 수어사이덜 텐덴시즈, 메탈 처치(Metal Church), 부처 베이비즈(Butcher Babies)와 함께 하게 되었다.
추후의 "빅 4"공연에 관련하여 질문이 들어오자, 머스테인은 각각의 밴드가 2017년의 그들 각각의 새 앨범을 홍보하기 위해서라도 또 한 번의 빅 4투어를 개최하기 위해 함께 힘을 합쳐야 한다고 말했다. 메가데스는 그래미에서 역대 12번의 노미네이션 끝에 Dystopia의 타이틀 트랙이 2017년 그래미 시상식에서 베스트 메탈 퍼포먼스 상을 받게 된다. 데이브 머스테인, 키코 루레이로, 데이브 엘렙슨, 더크 버뷰런이 시상식에 참석했지만 앨범 작업 공동참여자이자 시상 대상인 크리스 애들러는 참석하지 못했다. 시상식 도중, 그래미의 하우스 밴드가 머스테인의 전 밴드인 메탈리카의 "Master of Puppets"를 연주하여 팬들 사이에서 논란이 일게 되었다.
메가데스는 2017년 말 투어에서 스콜피언스와 함께 공동 헤드라이너를 장식했다.
2017년 11월, No Brown M&Ms와의 인터뷰에서 머스테인은 메가데스는 연말에 16번째 스튜디오 앨범의 작업을 시작할 것이라고 말했다. 그는 "우리는 다시 스튜디오로 돌아갈 계획이다. 우리는 돌아가서 새 앨범에 대한 아이디어를 모을 것이다. 아마도 11월이나 12월 쯤으로 생각된다." 한 달 후, 머스테인은 트위터에 그가 메가데스의 새 앨범을 위해 "아이디어를 모으고 있는 중"이라고 글을 올렸다. 그러나 또한 그들이 "아마도" 2018년 중반부에 작업을 시작하여 2019년에 앨범이 나올 것이라고도 글을 올렸다. 전하는 바에 따르면, 메가데스는 새 앨범 발매 이후에 슬레이어, 테스타먼트, 세풀투라와 함께 Clash of the Titans 투어를 시작할 것이라고 한다.
하지만 2019년 6월 중순 머스테인은 팬레터를 통해 본인의 후두암 투병사실을 알리면서, 예정된 모든 투어일정의 취소를 공지했다. 그럼에도 불구하고 Dystopia 후속 앨범에 대한 스튜디오 작업은 지속할 것임을 밝혔다.

## 가사
활동 초기부터 작사가였던 데이브 머스테인은 논쟁적, 정치적, 그리고 요즘에는 개인적인 가사들을 다룬다. 그중에서도 전쟁과 핵무기가 빚는 문제 등이 많이 주제로 다루어지는데 특히 군무기의 문제점에 관한 곡들이나 (<Architecture of Aggression>, <Hangar 18>, <Return to Hangar>, <Take No Prisoners>) 전쟁 직후의 참담함에 대한 곡들이 많다(<Dawn Patrol>, <Ashes In Your Mouth>). 밴드의 이름 Megadeth는 '백만명의 죽음'을 뜻하는 영어 단어인 'Megadeath'를 일부러 틀리게 적은 것으로, 1953년 RAND의 군사 전략가인 헤르만 칸이 처음 썼고 1960년에 발간된 그의 책 'On Thermonuclear War'에서 빈번히 나오는 말이다. 정치에 관한 사항들 또한 메가데스의 곡에서 많이 나오는 주제이며 이러한 점은 데이브 머스테인이 티퍼 고어의 정책, PMRC 그리고 음악 검열 제도에 대해서 곡 <Hook In Mouth>에 상당히 혹평을 해 놓은 것을 보면 알 수 있다. 또한 <Countdown to Extinction>, <Dawn Patrol>과 같은 곡에서는 환경 보호에도 신경을 쓰는 모습을 보이며 <Warhorse>나 <Symphony of Destruction> 등의 곡은 독재 정치에 대한 비판적인 태도를 보인다. 그의 정치에 대한 비판적인 태도는 <Peace Sells>, <The World Needs A Hero> 그리고 <Blackmail the Universe>와 같은 곡들에서 두드러지게 나타난다.
메가데스의 가사는 자주 논쟁과 오해를 낳기도 했다. 1998년, MTV는 메가데스의 곡 <In My Darkest Hour>의 뮤직 비디오를 자살 유도성 가사로 오해하고 방영을 거절했으며 후에 <A Tout le Monde>의 뮤직 비디오 또한 같은 이유로 거절 당했다(그 후 머스테인은 이 곡에 대해 죽어가는 사람의 시점에서 그 사람이 사랑했던 사람들에게 마지막 말을 남기는 상황을 표현한 곡이라고 설명했다).
마약 중독 등도 그들 가사에서 다루어졌는데 <Use the Man>, <Addicted to Chaos>는 마약 때문에 사망한 그의 약물 복용 상담원에 대해 다루었다. 현재는, 몇몇 곡의 가사는 종교적인 색깔을 띠기도 한다. 예로, <Truth Be Told>의 가사는 성경의 케인과 아벨 이야기에서 따왔고 <Shadow of Deth>에는 킹 제임스 성경에서 시편 23편을 그대로 옮겼다.

## 논쟁, 불화
메가데스의 리더 데이브 머스테인은 언론에서 그와 반목을 하고 있는 사람들이나 밴드들(대표적으로 메탈리카와 슬레이어)에 관해 선동적인 발언을 하는 것으로 유명하다. 가장 많이 알려진 불화는 그와 메탈리카의 리듬 기타 겸 보컬인 제임스 헷필드, 드러머인 라스 울리히 가운데서 찾아볼 수 있는데, 이는 그(데이브 머스테인)가 메탈리카에서 쫓겨난 후, 그와 같이 쓴 곡의 크레딧에 그를 포함하는 것을 거절하는 등의 행동에서 나온 것으로 보인다.
2004년 7월, 활동 초기부터 활동한 베이시스트 데이빗 엘렙슨은 맨해튼 연방 법원에서 머스테인을 상대로 1,850만 달러의 소송을 걸었다. 그에 따르면 머스테인은 2002년 밴드를 해체하고 나서 그에게 부당한 액수의 수당만 주고 거래를 파기한 후 혼자서 '메가데스'의 이익을 독차지했다고 한다. 엘렙슨은 또한 머스테인이 상품들과 음반 제작에 대한 로열티를 주지 않은 점도 고소하였다. 그러나 소송은 2005년 기각되었고 머스테인은 그에게 반소를 제기했으나 이는 법정 밖에서 해결되었다.
또한 데이브 머스테인이 기독교로 개종하면서 몇몇 곡들은 라이브에서 더는 연주하지 않겠다고 발표하면서 많은 문제들이 발생했다. 2005년 5월, 데이브 머스테인은 익스트림 메탈 밴드인 로팅 크라이스트, 디섹션과 이스라엘, 그리스와 같이 잡혀 있던 공연들을 취소하도록 위협했는데, 이는 그들이 반기독교적 성향을 갖고 있기 때문이었다. 따라서 두 밴드는 어쩔 수 없이 공연에 참가하지 못했고 이 때문에 또 그의 적이 늘게 되었다.

## 경력
메가데스는 총합 2,000만 장의 음반 판매량과 함께, 8장의 정식 음반들이 상위 40위권에 들었으며(그중 3장은 상위 10위권이다.) 18장의 싱글 또한 상위 40위권에 들었다. 그동안 7개의 그래미 상을 받았으며 메가데스는 헤비 메탈의 역사에 가장 성공한 밴드 중의 하나가 되었다. 흔히 거론되는 4대 스래시 메탈 밴드들 중에서(메탈리카, 앤스랙스, 슬레이어, 메가데스) 메가데스는 메탈리카 다음으로 상업적으로 크게 성공한 밴드이다.
그들의 두 번째 음반 《Peace Sells... But Who's Buying?》은 "가장 순수한 메탈을 추구한 음반", "처음부터 끝까지 놓칠 곡이 없는 음반" 등의 평가와 함께 스래시 메탈계에 한 획을 그은 음반이 되었고 2006년 5월, VH1 채널은 '역사상 가장 훌륭한 메탈 음악'에 40개의 곡을 선정했는데 그중 11위에 이들의 곡 <Peace Sells>를 올렸다.
2004년, 데이브 머스테인과 전 기타리스트였던 마티 프리드먼은 'Guitar World' 매거진의 '시대를 통틀어 가장 훌륭한 기타리스트' 19위에 공동으로 올랐다.
스래시 메탈의 선구자로서, 메가데스는 1980년부터 1990년 초기까지 당시 싹트고 있던 익스트림 메탈의 길을 닦는 데 한 몫을 했고, 그들은 판테라, 아치 에너미, 램브 오브 갓, 인플레임스, 머신 헤드, 트리비움, 어벤지드 세븐폴드 등의 밴드들과 함께 메탈계에 많은 영향을 준 밴드로 꼽힌다.

### 대중 문화
메가데스는 여러 수의 영화들과 심슨 가족 시리즈 등 TV 쇼에서도 많이 거론되었고 만화 속 가상의 밴드인 데스크록의 그림 또한 메가데스의 사진을 본떠 그려졌다. 또한 그들은 저술가인 딘 쿤즈에 의해서도 언급되었는데, 비록 "틀린" 철자인 'Megadeath'로 쓰였지만 이는 메가데스의 대중적인 성공과 문화 면에서의 개성 등을 보여주는 큰 예이다.
메가데스의 음악은 여러 영화의 사운드 트랙에도 들어갔으며, 몇몇 게임에서도 배경 음악으로 사용되었다. 예를 들어 그랜드 테프트 오토 바이스 시티의 게임상 라디오에서 록 장르를 다루는 채널인 V-Rock의 트랙에는 그들의 곡 <Peace Sells>가 포함되어 있고 또 다른 게임 '트루 크라임: Streets of LA'에서도 같은 음악을 배경 음악으로 쓰고 있다. 또한 플레이스테이션2의 게임인 '기타 히어로 I'와 'WWE 스맥다운 vs RAW 2006'에는 <Symphony of Destruction>가 포함되어 있으며, 같은 시리즈인 '기타 히어로 II'에는 <Hangar 18>이 들어 있다.

## 음반

### 정규 음반
| 발매시기         | 제목                                                | 레이블          | 순위(미국) | 판매량(미국)  | 기록                                                                                        |
| ---------------- | --------------------------------------------------- | --------------- | ---------- | ------------- | ------------------------------------------------------------------------------------------- |
| 1985년 6월       | 《Killing Is My Business... And Business Is Good!》 | 컴벳 레코드     | -          | 265,200       | -                                                                                           |
| 1986년 11월      | 《Peace Sells... But Who's Buying?》                | 캐피톨 레코드   | 76위       | 1,000,000     | 플래티넘 (미국), 실버 (영국), 플래티넘 (캐나다)                                             |
| 1988년 1월 19일  | 《So Far, So Good... So What!》                     | 캐피톨 레코드   | 28위       | 1,089,021     | 플래티넘 (미국), 플래티넘 (캐나다)                                                          |
| 1990년 9월 24일  | 《Rust In Peace》                                   | 캐피톨 레코드   | 23위       | 1,116,700     | 플래티넘 (미국), 골드 (아르헨티나), 플래티넘 (캐나다), 실버 (영국)                          |
| 1992년 7월 14일  | 《Countdown To Extinction》                         | 캐피톨 레코드   | 2위        | 2,303,000     | 더블-플래티넘 (미국), 골드 (호주), 골드 (아르헨티나), 트리플-플래티넘 (캐나다), 실버 (영국) |
| 1994년 10월 31일 | 《Youthanasia》                                     | 캐피톨 레코드   | 4위        | 1,000,000     | 플래티넘(미국), 골드 (아르헨티나), 플래티넘 (캐나다)                                        |
| 1995년 7월 18일  | 《Hidden Treasures》(EP)                            | 캐피톨 레코드   | 90위       | 286,000(매진) | 골드 (캐나다)                                                                               |
| 1997년 6월 17일  | 《Cryptic Writings》                                | 캐피톨 레코드   | 10위       | 1,569,800     | 플래티넘 (미국), 골드 (아르헨티나), 골드 (캐나다)                                           |
| 1998년 11월      | 《Cryptic Sounds - No Voices in Your Head》(EP)     | 캐피톨 레코드   | -          | -             | -                                                                                           |
| 1999년 8월 31일  | 《Risk》                                            | 캐피톨 레코드   | 16위       | 637,700       | 골드(미국)                                                                                  |
| 2001년 5월 15일  | 《The World Needs A Hero》                          | 생츄어리 레코드 | 16위       | 467,090       | -                                                                                           |
| 2004년 9월 14일  | 《The System Has Failed》                           | 생츄어리 레코드 | 18위       | 498,507       | -                                                                                           |
| 2007년 5월 15일  | 《United Abominations》                             | 로드러너 레코드 | 8위        | 713,380       | -                                                                                           |
| 2009년 9월 22일  | 《Endgame》                                         | 로드러너 레코드 | 9위        | 150,000       | -                                                                                           |
| 2011년 11월 1일  | 《Thirteen》                                        | 로드러너 레코드 | 11위       | 42,000        | -                                                                                           |
| 2013년 6월 4일   | 《Super Collider》                                  | 유니버설 뮤직   | 6위        | 80,000        | -                                                                                           |
| 2016년 1월 22일  | 《Dystopia》                                        | 유니버설 뮤직   | 3위        | 48,000        | -                                                                                           |

### 편집 음반
| 발매시기         | 제목                                        | 레이블        | 순위 | 판매량(미국)  | 기록 |
| ---------------- | ------------------------------------------- | ------------- | ---- | ------------- | ---- |
| 2000년 10월 24일 | 《Capitol Purnishment: The Megadeth Years》 | 캐피톨 레코드 | 66위 | 200,000(매진) | -    |
| 2005년 6월 28일  | 《Greatest Hits: Back to the Start》        | 캐피톨 레코드 | 65위 | 249,000       | -    |

### 라이브 음반
| 발매시기        | 제목                                      | 레이블              | 순위  | 판매량(미국) | 기록 |
| --------------- | ----------------------------------------- | ------------------- | ----- | ------------ | ---- |
| 1997년 11월     | 《Live Trax》(일본)                       | 캐피톨 레코드       | -     | -            | -    |
| 1998년          | 《Live Trax II》(일본)                    | 캐피톨 레코드       | -     | -            | -    |
| 2002년 3월 19일 | 《Rude Awakening》                        | 생츄어리 레코드     | 115위 | 77,400       | -    |
| 2002년 9월 10일 | 《Still Alive... And Well?》              | 생츄어리 레코드     | -     | 26,000       | -    |
| 2006년          | 《Unplugged In Boston》                   | 로드러너 레코드     | -     | -            | -    |
| 2007년          | 《That One Night : Live In Buenos Aires》 | 이미지 엔터테인먼트 | -     | -            | -    |
| 2010년          | 《Blood in the Water: Live in San Diego》 | 이미지 엔터테인먼트 | -     | -            | -    |
| 2010년 9월 7일  | 《Rust in Peace Live》                    | 샤우트! 팩토리      | 161위 | -            | -    |

### 비디오/DVD
| 발매시기        | 제목                                   | 레이블              | 순위 | 판매량(미국)  | 기록                                               |
| --------------- | -------------------------------------- | ------------------- | ---- | ------------- | -------------------------------------------------- |
| 1991년          | 'Rusted Pieces'                        | 캐피톨 레코드       | 3위  | 36,000(매진)  |                                                    |
| 1993년          | 'Exposure of a Dream'                  | 캐피톨 레코드       | 25위 | 27,000(매진)  |                                                    |
| 1995년          | 'Evolver: The Making of Youthanasia'   | 캐피톨 레코드       | 13위 | 25,000 (매진) |                                                    |
| 2001년          | 'Behind the Music'(확장 DVD)           | 생츄어리 레코드     | 23위 | 12,000        |                                                    |
| 2002년 4월 9일  | 'Rude Awakening (DVD)'                 | 생츄어리 레코드     | 2위  | 61,000        | 골드(미국), 골드(캐나다)                           |
| 2004년          | 'Video Hits (DVD)'                     | 캐피톨 레코드       | -    | 39,000        |                                                    |
| 2006년 3월 21일 | 'Arsenal of Megadeth'                  | 캐피톨 레코드       | 6위  | 33,000        | 골드(미국), 플래티넘(아르헨티나), 플래티넘(캐나다) |
| 2007년 3월 6일  | 'That One Night: Live in Buenos Aires' | 이미지 엔터테인먼트 | 12위 | -             | 골드(미국), 플래티넘(캐나다)                       |

### 박스 세트
| 발매시기 | 제목       | 레이블        | 순위 | 판매량(미국) |
| -------- | ---------- | ------------- | ---- | ------------ |
| 2007년   | 'Warchest' | 캐피톨 레코드 | -    | -            |

## 싱글
| 년도   | 제목                              | 빌보드 차트 순위 | 빌보드 차트 순위 | 빌보드 차트 순위   | 빌보드 차트 순위 | 음반                                              |
| ------ | --------------------------------- | ---------------- | ---------------- | ------------------ | ---------------- | ------------------------------------------------- |
| 년도   | 제목                              | 미국 핫 100      | 미국 모던 록     | 미국 메인스트림 록 | 영국             | 음반                                              |
| 1986년 | <Peace Sells>                     | -                | -                | -                  | -                | 《Peace Sells... But Who's Buying?》              |
| 1986년 | <Wake up Dead>                    | -                | -                | -                  | 65위             | 《Peace Sells... But Who's Buying?》              |
| 1988년 | <In My Darkest Hour>              | -                | -                | -                  | 26위             | 《So Far, So Good...So What!》                    |
| 1988년 | <Anarchy In The U.K.>             | -                | -                | -                  | 45위             | 《So Far, So Good...So What!》                    |
| 1988년 | <Mary Jane>                       | -                | -                | -                  | 46위             | 《So Far, So Good...So What!》                    |
| 1989년 | <No More Mr. Nice Guy>            | -                | -                | -                  | 13위             | 'Shocker'(영화 사운드 트랙)                       |
| 1990년 | <Holy Wars... The Punishment Due> | -                | -                | -                  | 24위             | 《Rust In Peace》                                 |
| 1991년 | <Hangar 18>                       | -                | -                | -                  | 26위             | 《Rust In Peace》                                 |
| 1991년 | <Go to Hell>                      | -                | -                | -                  | -                | 'Bill and Ted's Bogus Journey'(영화 사운드 트랙)  |
| 1992년 | <Foreclosure of a Dream>          | -                | -                | 30위               | -                | 《Countdown to Extinction》                       |
| 1992년 | <Highspeed Dirt>                  | -                | -                | -                  | -                | 《Countdown to Extinction》                       |
| 1992년 | <Symphony of Destruction>         | 71위             | -                | 29위               | 15위             | 《Countdown to Extinction》                       |
| 1993년 | <Skin O' My Teeth>                | -                | -                | -                  | 13위             | 《Countdown to Extinction》                       |
| 1993년 | <99 Ways To Die>                  | -                | -                | 23위               | -                | 《The Beavis and Butt-Head Experience》(편집음반) |
| 1993년 | <Angry Again>                     | -                | -                | 18위               | -                | 'Last Action Hero'(영화 사운드 트랙)              |
| 1993년 | <Sweating Bullets>                | -                | -                | 27위               | 26위             | 《Countdown to Extinction》                       |
| 1994년 | <Train of Consequences>           | -                | -                | 29위               | 22위             | 《Youthanasia》                                   |
| 1995년 | <A Tout Le Monde>                 | -                | -                | 31위               | -                | 《Youthanasia》                                   |
| 1995년 | <Reckoning Day>                   | -                | -                | -                  | -                | 《Youthanasia》                                   |
| 1997년 | <Almoust Honest>                  | -                | -                | 8위                | -                | 《Cryptic Writings》                              |
| 1997년 | <Trust>                           | -                | -                | 5위                | -                | 《Cryptic Writings》                              |
| 1998년 | <Use the Man>                     | -                | -                | 15위               | -                | 《Cryptic Writings》                              |
| 1998년 | <A Secret Place>                  | -                | -                | 19위               | -                | 《Cryptic Writings》                              |
| 1999년 | <Crush'em>                        | -                | -                | 6위                | -                | 《Risk》                                          |
| 2000년 | <Breadline>                       | -                | -                | 6위                | -                | 《Risk》                                          |
| 2000년 | <Insomnia>                        | -                | -                | 26위               | -                | 《Risk》                                          |
| 2000년 | <Kill the King>                   | -                | -                | 21위               | -                | 《Capitol Punishment: The Megadeth Years》        |
| 2001년 | <Moto Psycho>                     | -                | -                | 22위               | -                | 《The World Needs a Hero》                        |
| 2001년 | <Dread and the Fugitive Mind>     | -                | -                | -                  | -                | 《The World Needs a Hero》                        |
| 2004년 | <Die Dead Enough>                 | -                | -                | 21위               | -                | 《The System Has Failed》                         |
| 2005년 | <Of Mice and Men>                 | -                | -                | 39위               | -                | 《The System Has Failed》                         |
| 2005년 | <Blackmail the Universe>          | -                | -                | -                  | -                | 《The System Has Failed》                         |
| 2005년 | <The Scorpion>                    | -                | -                | -                  | -                | 《The System Has Failed》                         |
| 2007년 | <A Tout Le Monde (Set Me Free)>   | -                | -                | -                  | -                | 《United Abominations》                           |
| 2009년 | <Head Crusher>                    | -                | -                | -                  | -                | 《Endgame》                                       |
| 2010년 | <The Right to Go Insane>          | 34위             | -                | -                  | -                | 《Endgame》                                       |
| 2010년 | <Sudden Death>                    | -                | -                | -                  | -                | '기타 히어로 : 워리어스 오브 락' 삽입곡           |

## 멤버

### 정식 멤버
- 보컬, 리드/리듬 기타

데이브 머스테인(1983년~2002년), (2004년~현재)
- 리드 기타

그렉 핸드빗(1983년)
케리 킹(1984년)(투어 기타리스트)
크리스 폴랜드(1984년~1987년),
제이 레이놀즈, 제프 영(1987년~1989년)
마티 프리드먼(1989년~2000년)
알 피트렐리(2000년~2002년)
글렌 드로버(2004년~2008년)
크리스 브로데릭(2008년~2014년)
키코 루레이로 (2015년~현재)
- 베이스 기타

데이빗 엘렙슨(1983년~2002년), (2010년~현재)
제임스 맥도너(2004년~2006년)
제임스 로멘조(2006년~2010년)
- 드럼

디온 캐러더스(1983년~1984년)
리 로슈(1984년)
가 사무엘슨(1984년~1987년)
척 벨러(1987년~1989년)
닉 멘자(1989년~1998년), (2004년)
지미 데그라소(1998년~2002년)
숀 드로버(2004년~2014년)
크리스 애들러(2015년~2016년)
더크 버뷰런(2016년~현재)

### 세션 멤버
- 리드 기타

크리스 폴랜드 (2004년, 《The System Has Failed》)
- 드럼

비니 콜레유타 (2004년, 《The System Has Failed》)
브라이언 호위 (1998, 'Witchblade' 사운드 트랙에서 <I'll Get Even>의 재녹음에 참여.)
- 베이스 기타

지미 슬로스 (1998년,《Risk》-'Insomnia' 한 곡을 작업. / 2004년, 《The System Has Failed》)